# Vicente Guerrero
Vicente Ramón Guerrero Saldaña ([biˈsente raˈmoŋ ɡeˈreɾo salˈdaɲa]; 10. srpna 1782 - 14. února 1831) byl jedním z předních revolučních generálů mexické války za nezávislost. Na počátku 19. století bojoval proti Španělsku za nezávislost, později se dostal pučem k moci a působil jako prezident Mexika. Jeho otec byl mestic, matka byla afrického původu. Prosazoval zájmy obyčejných obyvatel Mexika a během svého krátkého prezidentství zrušil v celém Mexiku otroctví. Po svém svržení dosavadním viceprezidentem Anastasiem Bustamantem uprchl na jih Mexika a bojoval za návrat k moci, ale byl zradou vydán do rukou konzervativcům a popraven.